# Luis Enrique Flores
Luis Enrique Flores Ocaranza (Città del Messico, 18 luglio 1961) è un allenatore di calcio ed ex calciatore messicano, di ruolo attaccante.

## Carriera

### Nazionale
Ha partecipato al campionato mondiale di calcio 1986 e alla Copa América 1993 con la maglia del Messico.

## Palmarès

### Club
- Campionato messicano: 1

Pumas UNAM: 1980-1981
- CONCACAF Champions' Cup: 2

Pumas UNAM: 1980, 1982
- Coppa Interamericana: 1

Pumas UNAM: 1981